# Perdita bicuspidariae
Perdita bicuspidariae là một loài Hymenoptera trong họ Andrenidae. Loài này được Timberlake mô tả khoa học năm 1962.